# Saint-Clet (Côtes-d'Armor)
Pour les articles homonymes, voir Saint-Clet.
Saint-Clet [sɛ̃klɛt] est une commune française située dans le département des Côtes-d'Armor, en région Bretagne. Saint-Clet appartient au pays historique du Tregor.

## Géographie
| Ploëzal          | Pontrieux           | Quemper-Guézennec     |
| Plouëc-du-Trieux | Saint-Clet          | Le Faouët             |
| Squiffiec        | Pommerit-le-Vicomte | Saint-Gilles-les-Bois |

### Hydrographie
Pour un article plus général, voir Réseau hydrographique des Côtes-d'Armor.
La commune est située dans le bassin Loire-Bretagne. Elle est drainée par le Trieux, la Font Kergavel, le Poul Jaudour et le ruisseau de la Fontaine kergavel,,.
Le Trieux, d'une longueur de 72 km, prend sa source dans la commune de Kerpert et se jette  dans la Manche entre Lézardrieux et Ploubazlanec, après avoir traversé 21 communes.  Les caractéristiques hydrologiques du Trieux sont données par la station hydrologique située sur la commune. Le débit moyen mensuel est de 5,29 m3/s. Le débit moyen journalier maximum est de 81,8 m3/s, atteint lors de la crue du 28 février 2010. Le débit instantané maximal est quant à lui de 106 m3/s, atteint le même jour.

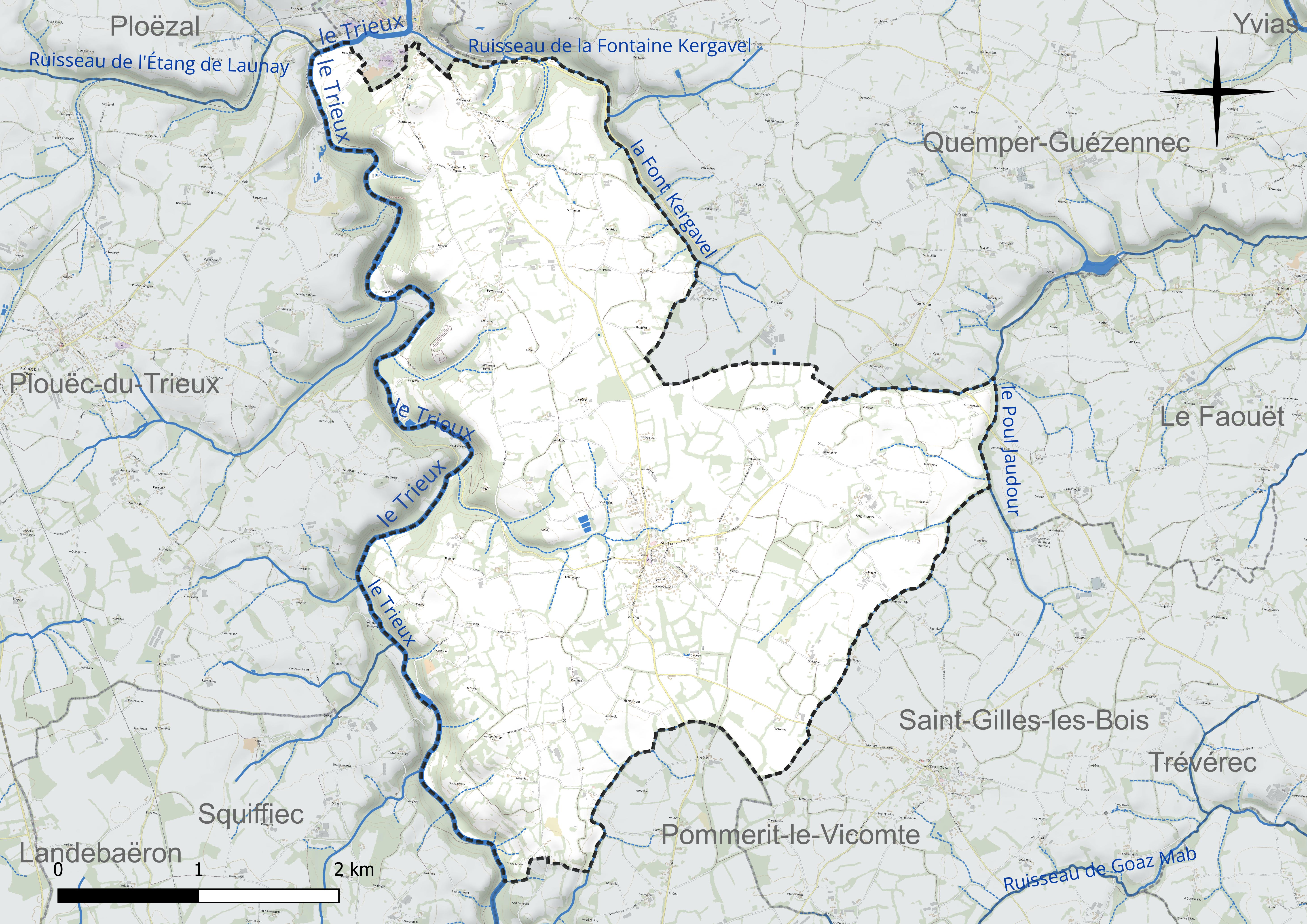
Réseau hydrographique de Saint-Clet.

### Climat
Pour des articles plus généraux, voir Climat de la Bretagne et Climat des Côtes-d'Armor.
En 2010, le climat de la commune est de type climat océanique franc, selon une étude du Centre national de la recherche scientifique s'appuyant sur une série de données couvrant la période 1971-2000. En 2020, Météo-France publie une typologie des climats de la France métropolitaine dans laquelle la commune est exposée à un climat océanique et est dans la région climatique  Finistère nord, caractérisée par une pluviométrie élevée, des températures douces en hiver (6 °C), fraîches en été et des vents forts. Parallèlement l'observatoire de l'environnement en Bretagne publie en 2020 un zonage climatique de la région Bretagne, s'appuyant sur des données de Météo-France de 2009. La commune est, selon ce zonage, dans la zone « Intérieur », exposée à un climat médian, à dominante océanique.  
Pour la période 1971-2000, la température annuelle moyenne est de 11,1 °C, avec  une amplitude thermique annuelle de 10,7 °C. Le cumul annuel moyen de précipitations est de 824 mm, avec 14 jours de précipitations en janvier et 7,1 jours en juillet. Pour la période 1991-2020, la température moyenne annuelle observée sur la station météorologique la plus proche, située sur la commune de Lanleff à 7 km à vol d'oiseau, est de 11,7 °C et le cumul annuel moyen de précipitations est de 845,9 mm,. Pour l'avenir, les paramètres climatiques de la commune estimés pour 2050 selon différents scénarios d'émission de gaz à effet de serre sont consultables sur un site dédié publié par Météo-France en novembre 2022.

## Urbanisme

### Typologie
Au 1er janvier 2024, Saint-Clet est catégorisée commune rurale à habitat dispersé, selon la nouvelle grille communale de densité à 7 niveaux définie par l'Insee en 2022.
Elle est située hors unité urbaine et hors attraction des villes,.

### Occupation des sols
L'occupation des sols de la commune, telle qu'elle ressort de la base de données européenne d’occupation biophysique des sols Corine Land Cover (CLC), est marquée par l'importance des territoires agricoles (84,2 % en 2018), en diminution par rapport à 1990 (85,9 %). La répartition détaillée en 2018 est la suivante : 
terres arables (58,5 %), zones agricoles hétérogènes (25,7 %), forêts (11,3 %), zones urbanisées (4,4 %), mines, décharges et chantiers (0,1 %). L'évolution de l’occupation des sols de la commune et de ses infrastructures peut être observée sur les différentes représentations cartographiques du territoire : la carte de Cassini (XVIIIe siècle), la carte d'état-major (1820-1866) et les cartes ou photos aériennes de l'IGN pour la période actuelle (1950 à aujourd'hui).

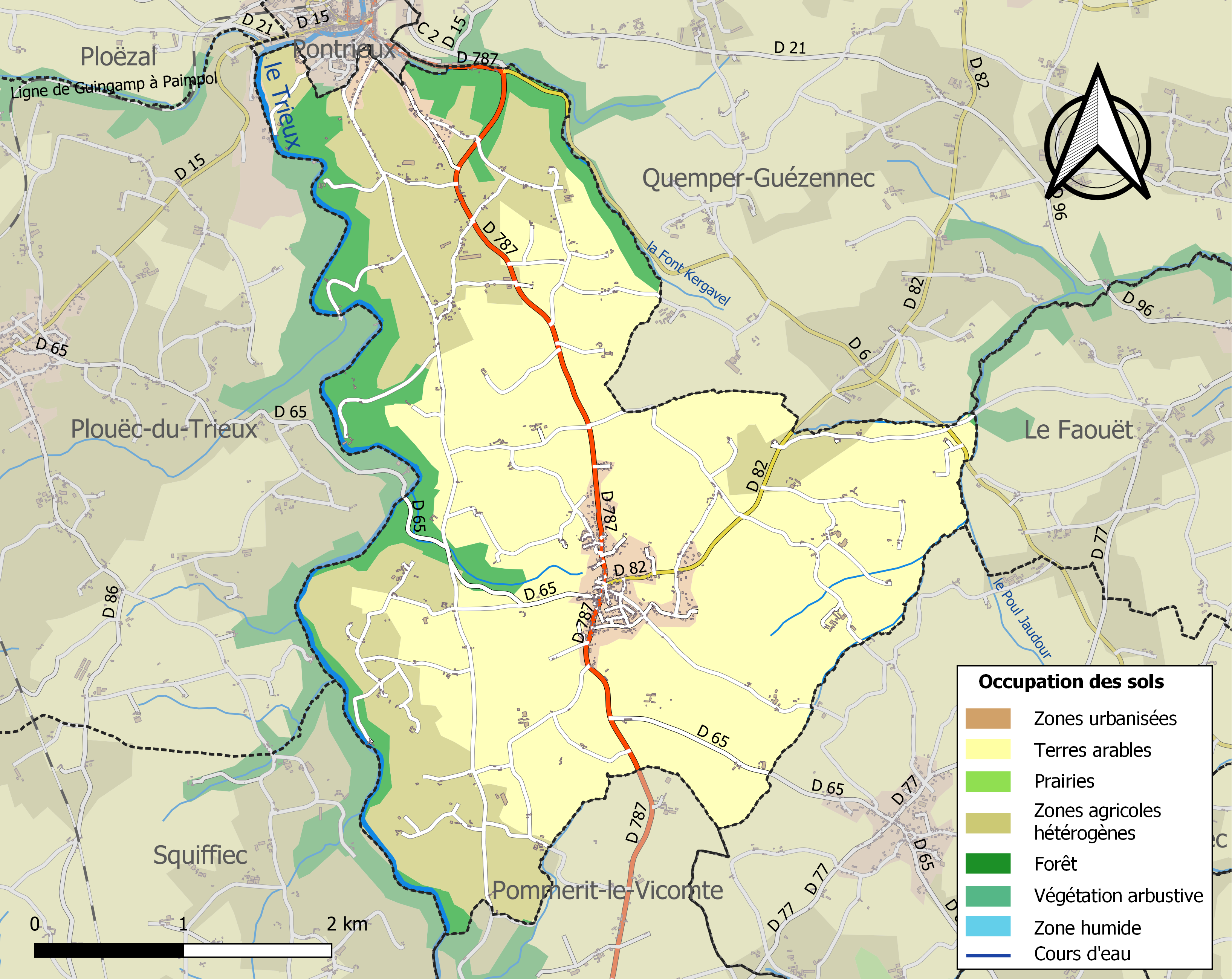
Carte des infrastructures et de l'occupation des sols de la commune en 2018 (CLC).

## Toponymie
Le nom de la localité est attesté sous les formes ecclesia Sancti Cledei en 1389, Saint Clezt en 1481, Saint Clezeff en 1508, Saint Clezev en 1543, Saint Clezeuf en 1554.
Saint-Clet vient de Saint Clezeuff ou Saint-Clezeff que l'on retrouve en 1508.

## Histoire

### Ancien Régime
Sous l’Ancien Régime, Saint-Clet était une trève de la paroisse de Quemper-Quézennec, tout comme Notre-Dame des Fontaines, rive orientale de l'actuelle commune de Pontrieux, et appartenait au diocèse de Tréguier.
L'église, bâtie au Moyen Âge peut-être en l'an 1010, se trouvait le long de l'actuelle rue de l'Argoat, où se trouve maintenant un restaurant et des maisons (d'où le nom de la rue à côté, rue de Kerilis, signifiant « rue de l'église »).

### La Révolution
Au cours de la Révolution française, la commune porta provisoirement les noms de Haut-Trieuc et de Léintréo.

### LeXXesiècle

#### Les guerres duXXesiècle
Le monument aux morts porte les noms des 69 soldats morts pour la Patrie :
- 60 sont morts durant la Première Guerre mondiale ;
- 7 sont morts durant la Seconde Guerre mondiale ;
- 1 est mort durant la guerre d'Algérie ;
- 1 est mort durant la guerre d'Indochine.

## Politique et administration
| Période                                  | Période                    | Identité               | Étiquette   | Qualité                                                                                               |
| ---------------------------------------- | -------------------------- | ---------------------- | ----------- | --- |
| Les données manquantes sont à compléter. |                            |                        |             | |
| avant 1947                               | 17 janvier 1976 (décès)    | Yves Latroche          | SFIO        | Commerçant                                                                                            |
| février 1976                             | 24 avril 1987 (décès)      | Roger Mary (1916-1987) | PSU puis PS | Instituteur Premier adjoint au maire (1971 → 1976)                                                    |
| 25 mai 1987                              | 25 mars 2001               | Camille Grot           | PS          | Cadre bancaire Président du SIVOM de la Rive (1989 → 1993) Président de la CC du Trieux (1993 → 2001) |
| 25 mars 2001                             | 4 avril 2014               | René Le Gall (décès)   | DVD         | Cadre retraité de l'agroalimentaire Vice-président de la CC du Trieux (2008 → 2014)                   |
| 4 avril 2014                             | 25 mai 2020                | Yannick Bouget         | DVG         | Agriculteur retraité                                                                                  |
| 25 mai 2020                              | En cours (au 16 juin 2022) | Claude Piriou          | DVG         | Agriculteur, ancien adjoint au maire                                                                  |

## Démographie
L'évolution du nombre d'habitants est connue à travers les recensements de la population effectués dans la commune depuis 1793. Pour les communes de moins de 10 000 habitants, une enquête de recensement portant sur toute la population est réalisée tous les cinq ans, les populations de référence des années intermédiaires étant quant à elles estimées par interpolation ou extrapolation. Pour la commune, le premier recensement exhaustif entrant dans le cadre du nouveau dispositif a été réalisé en 2004.

En 2022, la commune comptait 868 habitants, en évolution de −0,69 % par rapport à 2016 (Côtes-d'Armor : +1,78 %, France hors Mayotte : +2,11 %).
| 1793  | 1800 | 1806  | 1821  | 1831  | 1836  | 1841  | 1846  | 1851  |
| ----- | ---- | ----- | ----- | ----- | ----- | ----- | ----- | ----- |
| 1 071 | 944  | 1 403 | 1 396 | 1 520 | 1 624 | 1 690 | 1 730 | 1 617 |

| 1856  | 1861  | 1866  | 1872  | 1876  | 1881  | 1886  | 1891  | 1896  |
| ----- | ----- | ----- | ----- | ----- | ----- | ----- | ----- | ----- |
| 1 749 | 1 823 | 1 821 | 1 729 | 1 738 | 1 660 | 1 675 | 1 550 | 1 475 |

| 1901  | 1906  | 1911  | 1921  | 1926  | 1931  | 1936  | 1946  | 1954 |
| ----- | ----- | ----- | ----- | ----- | ----- | ----- | ----- | ---- |
| 1 528 | 1 402 | 1 347 | 1 165 | 1 114 | 1 152 | 1 090 | 1 023 | 979  |

| 1962 | 1968 | 1975 | 1982 | 1990 | 1999 | 2004 | 2006 | 2009 |
| ---- | ---- | ---- | ---- | ---- | ---- | ---- | ---- | ---- |
| 956  | 885  | 861  | 847  | 744  | 785  | 802  | 828  | 852  |

| 2014 | 2019 | 2022 | - | - | - | - | - | - |
| ---- | ---- | ---- | - | - | - | - | - | - |
| 880  | 877  | 868  | - | - | - | - | - | - |

## Distinctions culturelles
Saint-Clet fait partie des communes ayant reçu l’étoile verte espérantiste, distinction remise aux maires de communes recensant des locuteurs de la langue construite espéranto.

## Culture locale et patrimoine

### Lieux et monuments
- l'église Notre-Dame ;
- la chapelle Notre-Dame de Clérin ;
- la chapelle Saint-Yves de Kerguézennec ;
- le manoir du Cloître, XVe siècle.

### Personnalités liées à la commune
- François Ménez (1887-1945), écrivain et journaliste, est natif de Saint-Clet.